# CoverFi
CoverFi (англ. cover, покрытие, охват; частица Fi, вероятно от беспроводного интернета Wi-Fi) - многоцелевое периферийное устройство, разрабатываемое китайской компанией ZTE. Прежде всего устройство служит беспроводным маршрутизатором, но заряжается не как обычный роутер от розетки, а от солнечной энергии, путём приема солнечных лучей на солнечные батареи, которые в нем установлены. 
Дизайнерами этого гаджета стали : Gao Feng, Chen Hongyu и Wang Sheng.

## Ключевые особенности
- Устройство состоит из двух частей.
- Верхняя часть отвечает за создание точки доступа, а нижняя - за обработку солнечной энергии.
- Обе части соединены магнитами.
- Имеет на "борту" беспроводную зарядку, которая может заряжать некоторые устройства.
- Имеется несколько USB портов и несколько слотов для SD, Micro SD, MS карт памяти.